# 戈特爾陡崖

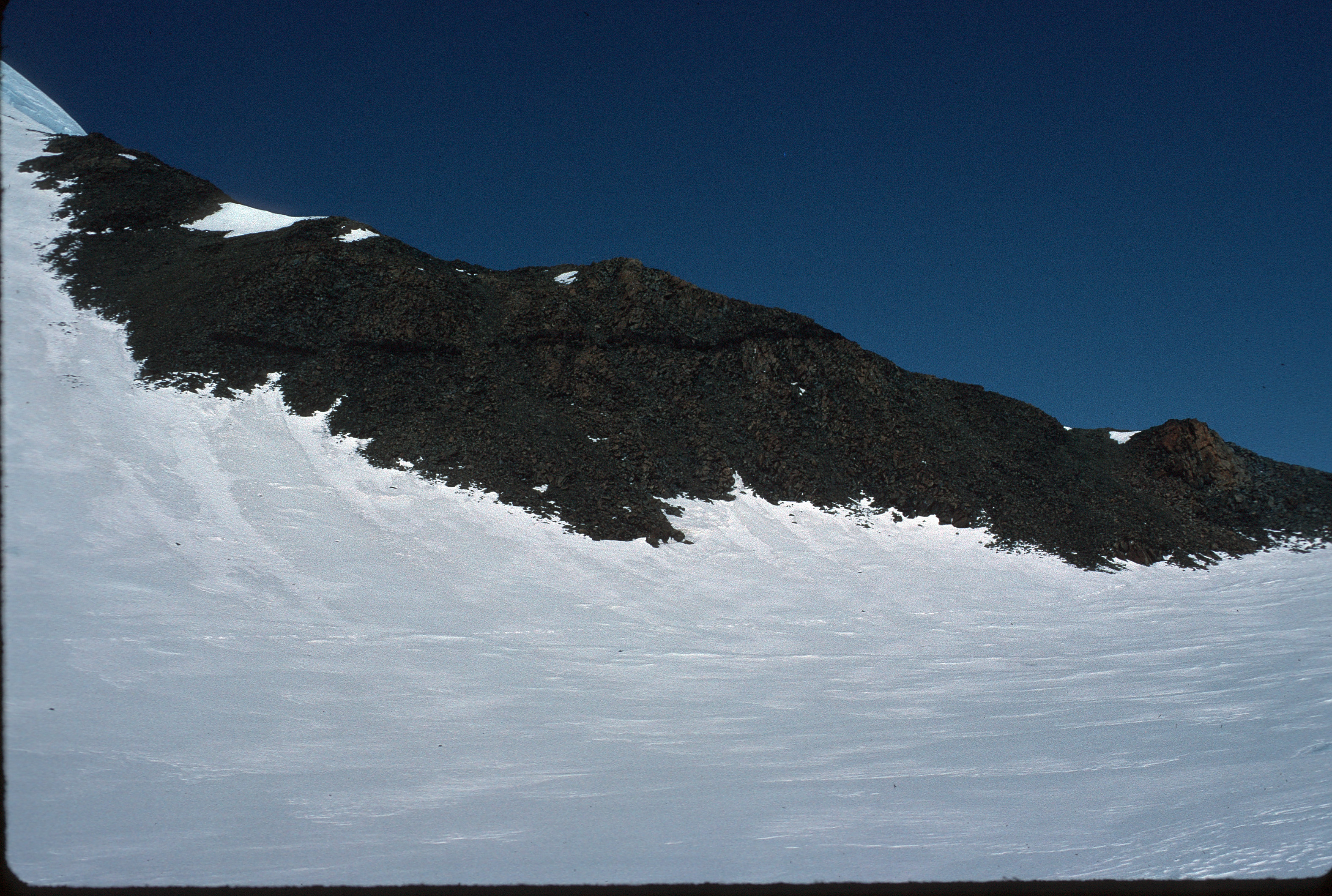

戈特爾陡崖（英語：Goettel Escarpment），是南極洲的陡崖，位於帕爾默地，處於獵戶座山以北9公里的查普曼冰川源頭附近，該陡崖現時由南極條約體系管理。